# Jack Hemingway

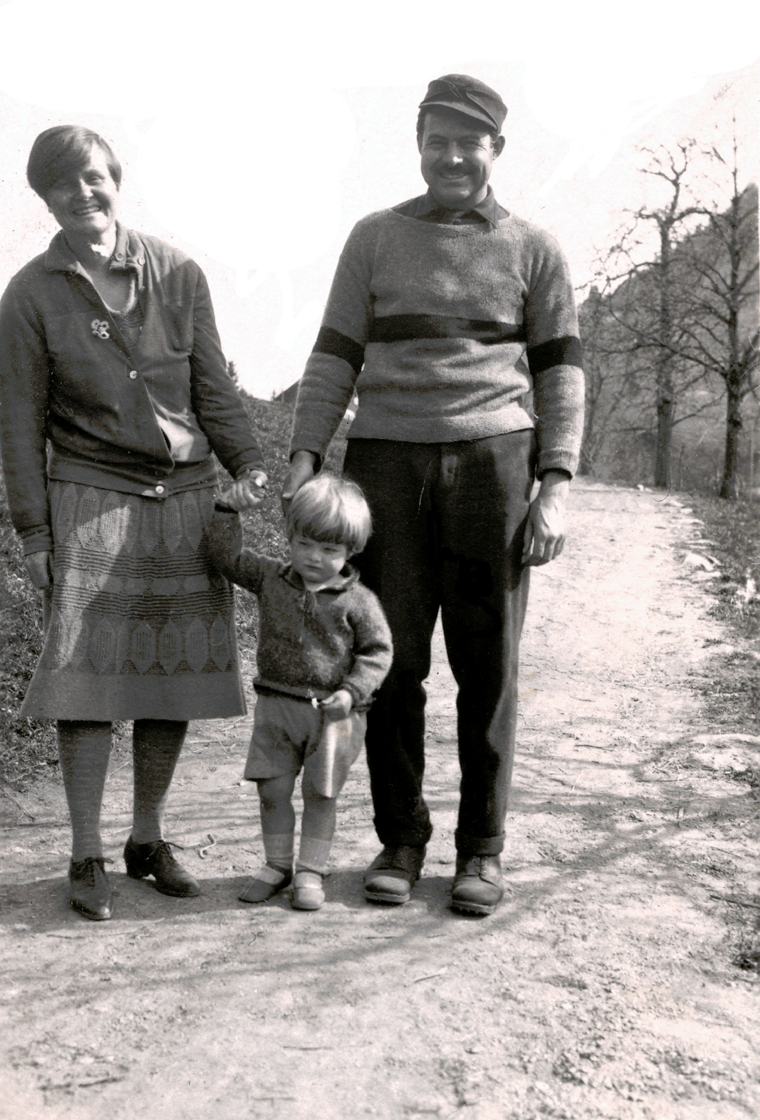
Jack Hemingway met zijn ouders in Schruns; Oostenrijk, in 1926

Jack Hemingway, voluit John Hadley Nicanor Hemingway (Toronto, 10 oktober 1923 – New York, 1 december 2000) was een Amerikaans sportvisser, die twee autobiografische boeken schreef. Hij was de oudste zoon van schrijver Ernest Hemingway.

## Biografie
Hemingway werd in Canada geboren als enige kind van Ernest Hemingway en diens eerste vrouw Hadley Richardson. Hij had twee halfbroers: Patrick en Gregory. Hemingway diende in de Tweede Wereldoorlog en verbleef van 1944 tot 1945 in Duitse krijgsgevangenschap. Na de oorlog ontving hij de Franse onderscheiding Croix de guerre. In 1949 huwde hij met Puck Whittlesey. Ze kregen drie kinderen: Joan (1950), Margaux (1954-1996) en Mariel (1961). Een bekende kleindochter van hem is Dree Hemingway.
Samen met zijn moeder verzorgde hij de redactie van zijn vaders postuum uitgegeven memoires A Moveable Feast (1964). Zelf schreef hij twee autobiografische boeken: Misadventures of a Fly Fisherman: My Life With and Without Papa (1986) en A Life Worth Living: The Adventures of a Passionate Sportsman (postuum uitgegeven in 2002). In 1988 overleed zijn vrouw. Hemingway zelf overleed in 2000 op 77-jarige leeftijd.
- Catàleg d'autoritats de noms i títols de Catalunya: 981058614934806706
- CiNii: DA02702723
- Gemeinsame Normdatei: 133220095
- International Standard Name Identifier: 0000 0000 8145 1516
- Library of Congress Control Number: n85346104
- National Archives and Records Administration: 10568876
- Bibliotheek van het Japanse parlement: 00468194
- Nederlandse Thesaurus van Auteursnamen: 072459638
- SNAC: w6bs0vjc
- Virtual International Authority File: 65189885
- WorldCat: E39PBJvxwqDDXH8vrbHRYd3JDq